# Sydafrika i olympiska vinterspelen 2006
Sydafrika skickade tre tävlande till OS 2006. Alexander Heath, som var en av dem, var den första afrikan som tävlade i alla 5 alpina sporter.

## Tävlande
- Alexander Heath tävlade i alla fem alpina sporter.[1]
- Oliver Kraas tävlade i längdskidåkning
- Tyler Botha tävlade i skeleton